# Designing Woman
Designing Woman (bra: Teu Nome É Mulher) é um filme estadunidense de 1957, do gênero comédia romântica, dirigido por Vincent Minnelli.

## Sinopse
O jornalista esportivo Mike Hagen se apaixona por uma estilista de moda durante uma viagem para cobrir um torneio de golfe. Casam-se após apenas poucos dias juntos. Ao chegarem a Nova Iorque, descobrem que têm pouco em comum. Para piorar a situação, Hagen estava comprometido com outra mulher antes de viajar e é perseguido por criminosos por causa de uma reportagem sua.

## Elenco
- Gregory Peck .... Mike Hagen
- Lauren Bacall .... Marilla Brown Hagen
- Dolores Gray .... Lori Shannon
- Sam Levene .... Ned Hammerstein
- Tom Helmore .... Zachary Wilde
- Mickey Shaughnessy .... Maxie Stultz
- Jesse White .... Charlie Arneg
- Chuck Connors .... Johnnie 'O'
- Edward Platt .... Martin J. Daylor
- Alvy Moore .... Luke Coslow
- Carol Veazie .... Gwen
- Jack Cole .... Randy Owens

## Principais prêmios e indicações
Oscar 1958 (EUA)
- Venceu na categoria de melhor roteiro original.